# Sint-Blasiuskerk (Berten)
De Sint-Blasiuskerk (Frans: Église Saint-Blaise) is de parochiekerk van de gemeente Berten in het Franse Noorderdepartement.

## Geschiedenis
In 1589 werd een driebeukige hallenkerk gebouwd, nadat de oorspronkelijke kerk tijdens de Beeldenstorm was verwoest. Op 28 mei 1940 werd ook deze hallenkerk tijdens bombardementen verwoest. Slechts de calvarie bleef bestaan.
Van 1961-1964 werd gebouwd aan een nieuwe kerk. Het is een bakstenen bouwwerk in eenvoudige historiserende stijl. De kerk heeft een voorgebouwde toren met gebrandschilderde ramen, vervaardigd door Claude Blanchet.